# 12280 Reims
12280 Reims este o planetă minoră (asteroid), cu un diametru de 4,849 km, din centura de asteroizi. A fost descoperită pe 16 noiembrie 1990 la Observatorul European Austral de Eric Walter Elst și a fost numită după Reims. 
Obiectul prezintă o orbită caracterizată de o semiaxă mare de 2,7428872 UAi, o excentricitate de 0,09, o înclinație de 3,0471 ° în raport cu ecliptica.